# ツール・ド・フランス1989
| 第76回 ツール・ド・フランス 1989 | 第76回 ツール・ド・フランス 1989    |
| -------------------------------- | ----------------------------------- |
| 全行程                           | 21区間, 3283 km                     |
| 総合優勝                         | グレッグ・レモン 87時間38分15秒     |
| 2位                              | ローラン・フィニョン +8秒           |
| 3位                              | ペドロ・デルガド +3分34秒           |
| 4位                              | ゲルトヤン・テュニス +7分30秒       |
| 5位                              | マリノ・レハレタ +9分39秒           |
| ポイント賞                       | ショーン・ケリー 277ポイント        |
| 2位                              | エティーネ・デヴィルデ 194ポイント  |
| 3位                              | スティーブン・ルークス 163ポイント  |
| 山岳賞                           | ゲルトヤン・テュニス 441ポイント    |
| 2位                              | ペドロ・デルガド 311ポイント        |
| 3位                              | スティーブン・ルークス 253ポイント  |
| 新人賞                           | ファブリス・フィリポ 88時間23分19秒 |
| チーム優勝                       | PDM                                 |

ツール・ド・フランス1989は、ツール・ド・フランスとしては76回目の大会。1989年7月1日から7月23日まで、全21ステージで行われた。

## コース概要
グランデパールはルクセンブルク。プロローグの翌日の7月2日、なんと通常のレース終了後にチームタイムトライアルを行うダブルステージが行われた。その後ベルギーでのステージを終えると一気に西フランスへ移動。南下しピレネーへ到達、南海岸沿いにアルプスへと向かい、ここで山岳タイムトライアルを含むアルプス5連戦が行われた。そして本大会は最終ステージ（シャンゼリゼ）で個人タイムトライアルと行うという設定となった。

## みどころ
過去3年間の当大会において、いずれも優勝候補の一角に挙げられながらも期待を裏切り続け、「ガラスのエース」とさえ形容されるようになってしまったローラン・フィニョンがこの年のジロ・デ・イタリアで総合優勝を果たし、また、年初から好調を維持していることもあって本命視された。
対抗は前年の総合優勝者のペドロ・デルガド。この他、層の厚いチーム構成を誇るPDMチームのスティーブン・ルークスらが挙げられた。
一方、3年ぶりにツールに戻ってきた選手がいた。グレッグ・レモン。しかし前年にPDMから放出された彼に対する評価は低く、歴代優勝者としてどこまで頑張れるか、といった程度の興味しか持たれていなかった。

## 今大会の概要
今大会は初日から優勝候補が優勝争いから出遅れてしまう。プロローグの個人タイムトライアルで前年の覇者ペドロ・デルガドが2分40秒遅刻をする前代未聞の大失態を起こしてしまう。最終成績を見ると結果的にその2分40秒がデルガドにとって痛恨の2分40秒となってしまう。
前述した通り、下馬評が低かったレモンだが、第5ステージの個人タイムトライアルを制したことで評価が一変する。レモンは総合優勝を果たした1986年以来3年ぶりにマイヨ・ジョーヌに袖を通す。対するフィニョンも5秒差で続くが、後に最終ステージまでもつれあうことになる2人の激闘のはじまりでもあった。
ピレネー超えの第10ステージでフィニョンがマイヨを奪い取るもレモンとの差はわずか7秒。そして、アルプスステージに突入した第15ステージの個人タイムトライアルにおいて再びレモンがマイヨを奪回し、フィニョンに40秒の差をつけた。
しかしブリアンソン～ラルプ・デュエズの第17ステージにおいて、フィニョンが再びマイヨを奪回。さらにフィニョンは続く第18ステージを制し、この時点でレモンに50秒の差をつけた。
そして50秒の差のまま迎えた最終ステージは個人タイムトライアル。通常年だと、総合優勝者を讃える凱旋パレードの様相を呈する最終ステージだが、この年は緊迫感溢れる展開となり、加えて最後の最後で大逆転が起こった。
出だしから快調にペースを上げるレモンに対し、フィニョンはいささか苦しそうな様子。2人の対照的な走りに対し、地元フランスのテレビ局のアナウンサーの実況ぶりも終始、ひょっとするとフィニョンは負けるかもしれないという落ち着きのない様子だった。
レモンはとなる平均時速54.545km（プロローグ以外の個人タイムトライアルとしては史上最速記録）という驚愕ともいえるスピードをもって、タイムも誰も予想だにしていなかった26分57秒でゴールした。しかしフィニョンは27分46秒でゴールすれば優勝だった。地元フランスの放送局のアナウンサーも、盛んにこのタイムで走破すればフィニョンの優勝です、を繰り返した。だが、フィニョンのタイムは27分55秒。わずか8秒差をもってレモンがフィニョンを逆転。奇跡とも言える2度目の総合優勝を果たした。ちなみにこの総合1位、2位のタイム差8秒という差は、ツール・ド・フランス史上今なお最小タイム差である。

## その他
- フィニョンが最後の最後で敗退したことを受け、最終ステージに個人タイムトライアルを設けたことに対する批判が高まり、翌年以降、最終ステージは優勝者の凱旋ステージの様相に戻った。

- ショーン・ケリーが史上最多の4度目のポイント賞を獲得したが、エリック・ツァベルが2000年に5度目の同賞を獲得するまで、同賞の最多獲得者となった。

## 総合成績
| 順位 | 選手名                 | 国籍           | チーム              | 時間        |
| ---- | ---------------------- | -------------- | ------------------- | ----------- |
| 1    | グレッグ・レモン       | アメリカ合衆国 | ADR ボッテキア      | 87h 38' 15" |
| 2    | ローラン・フィニョン   | フランス       | スーパーU           | 08"         |
| 3    | ペドロ・デルガド       | スペイン       | レイノルズ バネスト | 3' 34"      |
| 4    | ゲルトヤン・テュニス   | オランダ       | P.D.M               | 7' 30"      |
| 5    | マリノ・レハレタ       | スペイン       | パタルニーナ        | 9' 39"      |
| 6    | シャーリー・モテ       | フランス       | R.M.O               | 10' 06"     |
| 7    | スティーブン・ルークス | オランダ       | P.D.M               | 11' 10"     |
| 8    | ラウル・アルカラ       | メキシコ       | P.D.M               | 14' 21"     |
| 9    | ショーン・ケリー       | アイルランド   | P.D.M               | 18' 25"     |
| 10   | ロバート・ミラー       | イギリス       |                     | 18' 46"     |
| 11   | ジャンニ・ブーニョ     | イタリア       |                     | 24' 12"     |
| 12   | エリック・カリトゥー   | フランス       |                     | 28' 14"     |
| 13   | パスカル・シモン       | フランス       |                     | 28' 28"     |
| 14   | ブルーノ・コルニエ     | フランス       |                     | 28' 31"     |
| 15   | スティーブ・バウアー   | カナダ         |                     | 31' 16"     |
| 16   | アルバーロ・ピノ       | スペイン       |                     | 31' 17"     |
| 17   | ミゲル・インドゥライン | スペイン       |                     | 31' 21"     |
| 18   | ジェローム・シモン     | フランス       |                     | 34' 10"     |
| 19   | ルイス・エレラ         | コロンビア     |                     | 36' 15"     |
| 20   | アルベルト・カマルゴ   | コロンビア     |                     | 37' 13"     |